# Municipio de Dorr (Míchigan)
El municipio de Dorr (en inglés: Dorr Township) es un municipio ubicado en el condado de Allegan en el estado estadounidense de Míchigan. En el año 2010 tenía una población de 7.439 habitantes y una densidad poblacional de 79,39 personas por km².

## Geografía
El municipio de Dorr se encuentra ubicado en las coordenadas 42°43′29.11″N 85°43′21.09″O / 42.7247528, -85.7225250. Según la Oficina del Censo de los Estados Unidos, el municipio tiene una superficie total de 93,7 km² (36,2 mi²), de la cual 93,6 km² (36,1 mi²) corresponden a tierra firme y 0,1 km² (0 mi²) (0.06%) es agua.

## Demografía
En el 2000 la renta per cápita promedia del hogar era de $60.446, y el ingreso promedio para una familia era de $62.313. El ingreso per cápita para la localidad era de $18.756. En 2000 los hombres tenían un ingreso per cápita de $43.150 contra $26.510 para las mujeres. Alrededor del 5.10% de la población estaba bajo el umbral de pobreza nacional.